# Al-Walid ibn Talal ibn Abd al-Aziz Al Su’ud
Al-Walid ibn Talal ibn Abd al-Aziz Al Su’ud, (arab. ‏الوليد بن طلال بن عبد العزيز السعود‎, ur. 7 marca 1955 w Dżuddzie) – książę należący do królewskiej rodziny Saudów. Przedsiębiorca, inwestor giełdowy i filantrop. Według magazynu „Forbes” posiada majątek wyceniany na ponad 20 miliardów USD, co czyni go dwudziestym najbogatszym człowiekiem na świecie. Jego obecną żoną jest Amira bint Ajdan ibn Najif at-Tawil, działaczka na rzecz praw kobiet.